# شو فوكودا
شو فوكودا (باليابانية: 福田 翔生) (مواليد 23 مارس 2001) هو لاعب كرة قدم ياباني.

## وصلات خارجية
- شو فوكودا على موقع رابطة كرة القدم اليابانية للمحترفين (اليابانية)
- شو فوكودا على موقع قاعدة بيانات كرة القدم.إي يو (الإنجليزية)
- شو فوكودا على موقع Soccerway.com (الإنجليزية)